# Divisió Central (Índia)
La divisió Central de l'Índia, fou una entitat administrativa de la presidència de Bombai formada pels següents districtes:
- Districte d'Ahmadnagar
- Districte de Khandesh
- Districte de Nasik
- Districte de Poona
- Districte de Satara
- Districte de Sholapur

La superfície era de 97327 km² i la població (1901) de 5.944.447 habitants.
El 1901 depenien del comissionat de la Divisió Central quatre agències polítiques:
- Agència de Poona (Bhor)
- Agència de Satara (Aundh i Phaltan)
- Agència de Nasik (Surgana)
- Agència de Sholapur (Akalkot)